# Georges Hermann
 (juillet 2018).
Si vous disposez d'ouvrages ou d'articles de référence ou si vous connaissez des sites web de qualité traitant du thème abordé ici, merci de compléter l'article en donnant les références utiles à sa vérifiabilité et en les liant à la section « Notes et références ».
Georges Hermann, né le 26 juin 1923 à La Roche-sur-Foron et mort à Annecy le 29 juillet 1971, est un artiste peintre, graveur, plasticien, théoricien de l'art et chimiste français.

## Biographie
Fils unique du peintre paysagiste Georges Hermann (Vilnius 1878 -Annecy 1965), Georges Hermann marque très tôt un goût prononcé pour les expériences et bricolages scientifiques. Son père lui enseigne le dessin et la peinture. L'enfant est doué pour le dessin, parfaitement ambidextre, et ils peignent souvent ensemble sur le motif. Après la guerre durant laquelle il s'évade du  STO et entre dans la Résistance, Georges Hermann se fixe à Annecy où il commence une double carrière de scientifique et de peintre. Il épouse en 1946 l'historienne de la Savoie Marie-Thérèse Hermann. Le couple a cinq enfants :  Claude Hermann, né en 1948, graveur et dessinateur ; Brigitte Hermann, née en 1950, romancière ; Jean-Christophe Hermann, né en 1951, céramiste ; Béatrice Hermann, née en 1953, spécialiste des années Trente ; Frédéric Hermann né en 1955.
Directeur du laboratoire de recherche de la Société Industrielle des Coussinets à Annecy où une salle porte son nom, il dépose 25 brevets d’invention concernant le matériau et la couleur, exploités dans le monde entier par la société Ugine Kuhlmann.
Il entre en 1946 au sein de Peuple et culture Haute-Savoie, mouvement d'éducation populaire né de la Résistance, dont il sera le président en 1969. Il devient l'ami de Gabriel Monnet, Joffre Dumazedier, Benigno Cacérès, Michel Vinaver. Il milite activement pour une culture populaire par des tournées de conférences en milieu ouvrier et rural, sur l'art, la musique et la poésie, avec son ami le peintre Yves Mairot, organise des rencontres culturelles pour les comités d'entreprise, suscite des expositions, crée des soirées gratuites  (théâtre, musique, poésie, conférences sur l'art) dédiées à ceux qui ne peuvent avoir accès à la culture dans des lieux jusqu'alors réservés à des privilégiés. Il participe aux événements de mai 1968 à l'université de Grenoble et dans les usines d'Annecy.

## Premières œuvres
Ses premières œuvres à l'huile sur toile ou sur bois sont d'une expressivité vigoureuse : paysages d'Annecy et du Genevois, du plateau des Bornes, natures-mortes, portraits (Grand Portrait de l'épouse de l'artiste, Marie-Thérèse Hermann, 1954). Il peint le monde rural et ouvrier (L'Homme au moulin à café, La Manufacture à Annecy, Paysage d'usine à Vovray), le monde forain (La Loterie de Pierrot à la foire de la Saint-André, 1956). Le choix des thèmes dénote son goût pour l'œuvre de Bruegel. Il est marqué par l'expressionnisme et un certain onirisme ; à la fin des années cinquante, les sujets sont transfigurés par la couleur, le rapprochant du rayonnisme de Larionov et l'amenant progressivement à l'abstraction. Son travail pictural s'accompagne de dessins, eaux-fortes, bois gravés, gravures sur linoleum, sculptures de terre cuite et de bronze.
Il expose au Musée de l’Athénée à Genève en 1958 et régulièrement à la galerie Peuple et Culture de Haute-Savoie, à la galerie Perrière à Annecy, en Suisse et en France avec le groupe d'Annemasse, les peintres du Léman, les peintres rhodaniens et suisses, pour lesquels il écrit des textes. En 1959, il peint une fresque de trente mètres carrés pour la cantine de l’usine Gillette à Annecy.

## Science et art: l'énergétisme
Au tout début des années 1960, il s'affranchit du sujet, entre dans la voie de l’abstraction lyrique. Il prépare lui-même toute une « cuisine picturale », travaille avec les matériaux les plus divers, et s'intéresse de plus en plus aux propriétés du matériau et de la couleur et à la notion d’énergie.
Ce même intérêt pour l'énergie le conduit à collecter outils, machines, instruments scientifiques et industriels menacés de disparition. Il réunit ainsi une importante collection qu'il installe avec l'aide de ses fils et de ses amis dans l'ancienne glacière d'Évires (Haute-Savoie) : le musée de l’Outil et des Énergies est créé en 1965.
De 1963 jusqu’en 1971, ses œuvres, marquées  à la fois par la subjectivité du peintre et par la logique du chercheur qu'il revendique à parts égales, explorent les principes qui gouvernent l’organisation de la matière, des formes et de la couleur : ainsi le principe diversificateur de Pauli, le principe de Clausius qui rétrécit la disponibilité des formes, le principe d'incertitude ou les notions d’entropie et de néguentropie. À partir de 1965, apparaissent d’imposantes Œuvres condensatrices d’énergie, Œuvres dispersantes, Œuvres blanches, Œuvres focalisantes, des Contrastes énergétiques, Complémentarités, Œuvres signal, Ionisations, Énergigrammes ou autres Peintures aléatoires.
Cette nouvelle démarche plastique s’accompagne d'écrits théoriques qui aboutissent à un Manifeste de l'énergétisme rédigé à partir de 1963.
Dans son atelier d'Annecy où il peint tous les soirs de six heures à minuit en écoutant de la musique (sa prédilection va de Jean-Sébastien Bach à Arnold Schönberg, Alban Berg, Edgar Varèse et Karlheinz Stockhausen), de nombreux amis et artistes viennent lui rendre visite. Il discute science et peinture avec les peintres Léon Jacquet-Detaille, Jacques Truphémus, Jean-Jacques Morvan, Chu-Teh-Chun, Théo Tobiasse, Ladislas Kijno, le compositeur Luigi Nono, les peintres suisses Georges Borgeaud, Hans Erni et Anne Karine, les critiques d'art Bernard Dorival, René Deroudille, Pierre Gaudibert, les poètes Paul Vincensini et Charles Juliet.
Durant cette période, Georges Hermann produit un ensemble de grands tableaux manifestes, à l'huile sur toile (Réalgar et Orpiment), sur bois (Signal et son mélange), multimédia (Tableau factorielle 81). Certains ont le caractère hiératique de retables monumentaux et sont parfois animés (Hommage à Watt, Tableau thermochrome).
Les recherches préparatoires s’effectuent sur papier, métal et divers matériaux, sous forme de formats réduits, boîtes ou gravures, montages, dans son atelier d’Annecy.
Le théoricien du Nouveau réalisme Pierre Restany remarque son travail : « Pour ce rationaliste inspiré, l'énergie s'identifiait à la spiritualité de la matière. Mais attention, je ne voudrais pas qu'on se méprenne sur mon propos. Pour ce scientifique devenu plasticien, l'énergie n'était pas un mythe, mais bien au contraire l'ultime réalité, l'origine et la fin de toute chose.
Rarement un chercheur isolé et solitaire aura été aussi sensible à la mutation structurelle de l’imagination créatrice, au changement de rôle et de statuts de l’artiste dans la société actuelle, à la rigoureuse identification de l’art aux formes les plus synthétiques du langage contemporain. »
Alors qu'il s’apprête à présenter une rétrospective à l'ARC, au Musée d’art moderne de la Ville de Paris, sur la demande du critique d'art Pierre Gaudibert, Georges Hermann meurt brutalement en 1971, à l'âge de 48 ans. Il laisse plusieurs centaines d'œuvres sur toile, bois, papier, multimédia, gravures, sculptures et dessins.
En 2016, la majeure partie de son œuvre a fait l'objet d'une donation par ses cinq enfants  au Conseil départemental de la Haute-Savoie. Un fonds documentaire (catalogues d'expositions, coupures de presse) est déposé aux Archives municipales d'Annecy et aux Archives départementales de la Haute-Savoie.

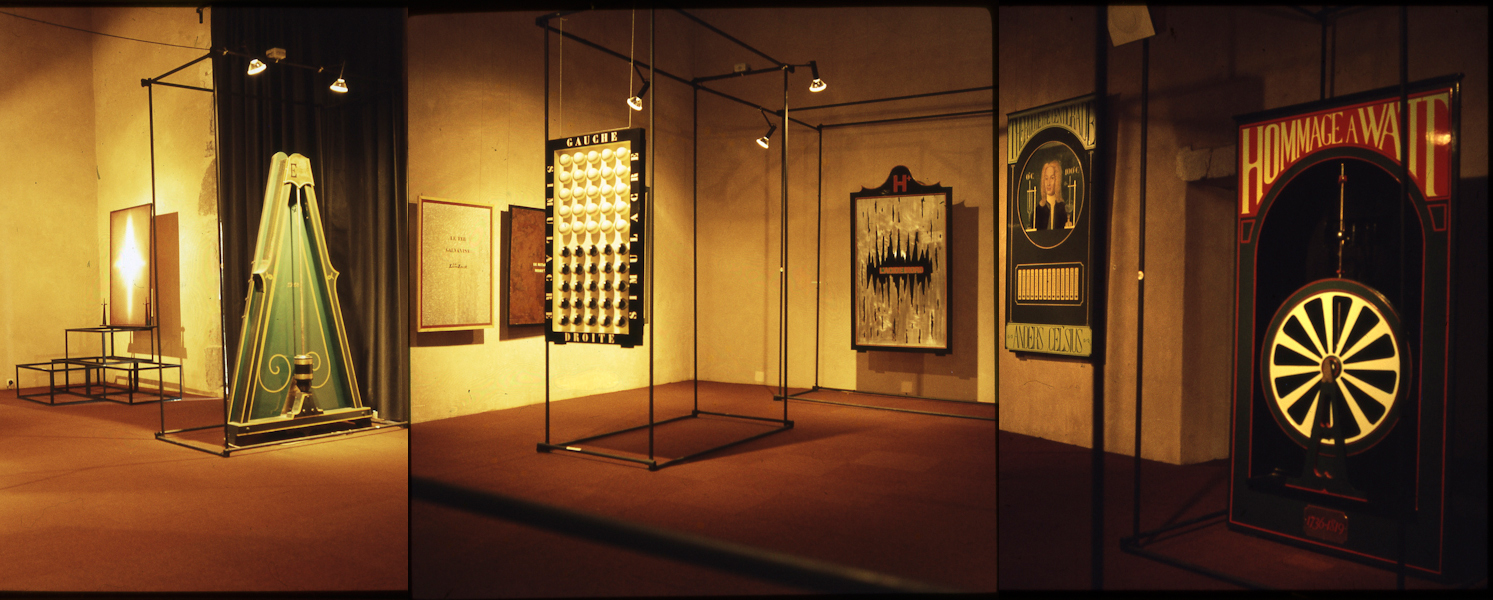
Exposition Georges Hermann, musée d'Annecy, 1973.
De gauche à droite : Œuvre blanche, E= 1/2mv2, Le fer galvanisé, Le métal meurt!, Simulacre gauche droite, L'acide mord, À Anders Celsius, Hommage à Watt, 1969. Cliché Hélène Avan.

## Expositions et Prix
- 1954 exposition particulière, galerie Peuple et culture, Annecy
- 1954 prix du salon Peintres en marge, jury présidé par Bernard Dorival
- 1958 exposition particulière à la galerie Perrière, Annecy
- 1958 exposition particulière au musée de l'Athénée, Genève
- 1958 prix de la Ville d'Aix-en-Provence
- 1959 tournée de conférences Où va la peinture ?
- 1959 fresque pour la cantine de l'usine Gillette (Annecy)
- 1961 exposition particulière au musée-château d’Annecy
- 1961 tournée de conférences Deux lignes de force de la peinture moderne, surréalisme et expressionnisme
- 1961 exposition collective Peintres du Léman, Yvoire
- 1961 exposition collective Salon d'automne, Thonon
- 1962 tournée de conférences Musique, peinture et poésie du demi-siècle
- 1963 tournée de conférences Peinture d'hier et d'aujourd'hui
- 1963 exposition collective, Thonon
- 1963 salon d'hiver, Annecy
- 1964 création des soirées culturelles ouvrières, château d'Annecy
- 1964 salon d'hiver, Annecy
- 1965 tournée de conférences Pop art et nouveau réalisme
- 1965 médaille des arts, des sciences et des lettres
- 1969 présidence de Peuple et culture Haute-Savoie
- 1968 participe à l'Université populaire, campus de Grenoble, à la demande de Pierre Gaudibert
- 1968 exposition collective, Annemasse
- 1968 présente l'exposition Georges Borgeaud au manoir de Martigny (Suisse)
- 1969 exposition internationale 53 peintres rhodaniens d'aujourd'hui, Sierre (Suisse)
- 1970 première exposition du musée de l'outil et des énergies, MJC des Marquisats, Annecy
- 1973 rétrospective au musée-château d'Annecy
- 1974 exposition rétrospective, 20e anniversaire de sa première exposition à Peuple et Culture
- 1992 rétrospective au Centre Bonlieu, Annecy